# Blockvargspindel
Blockvargspindel (Acantholycosa norvegica) är en spindelart som först beskrevs av Tord Tamerlan Teodor Thorell 1872.  Blockvargspindel ingår i släktet Acantholycosa och familjen vargspindlar. Arten är reproducerande i Sverige. Utöver nominatformen finns också underarten A. n. sudetica.